# Esperanza (métro de Madrid)
Pour les articles homonymes, voir Esperanza.
Esperanza est une station de la ligne 4 du métro de Madrid. Elle est située sous la rue d'Andorre, dans le quartier de Canillas, de l'arrondissement d'Hortaleza, à Madrid en Espagne.
Manu Chao utilise l'annonce sonore d'approche de la station dans la rame "proxima estacion : Esperanza" comme sample apparaissant régulièrement dans l'album qu'il nomme pareil.

## Situation sur le réseau
La station est située entre Arturo Soria au sud-ouest, en direction de Argüelles et Canillas au nord-est, en direction de Pinar de Chamartín.
Elle possède deux voies et deux quais latéraux.

## Histoire
La station est ouverte le 4 janvier 1979, lors de la mise en service d'une section de la ligne depuis Alfonso XIII. Elle demeure le terminus de la ligne jusqu'au 27 avril 1998, quand est mis en service le prolongement jusqu'à Mar de Cristal.

## Services aux voyageurs

### Accès et accueil
La station possède un accès équipé d'escaliers et d'escaliers mécaniques, mais sans ascenseur.

### Intermodalité
La station est en correspondance avec les lignes d'autobus no 120 et 122 du réseau EMT.

## À proximité
La station est proche de l'ambassade de Cuba, du Conseil général du notariat et du lycée français de Madrid.